# Athis-sur-Orge

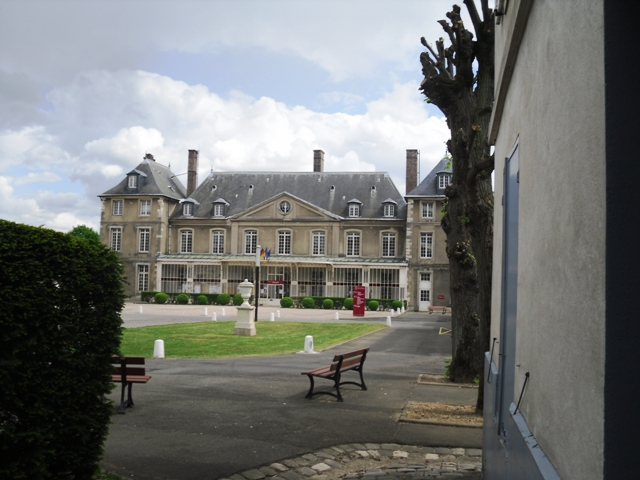
Het kasteel van Athis

Athis-sur-Orge was een Franse gemeente in het voormalige departement Seine-et-Oise, gelegen aan de Orge nabij de uitmonding in de Seine.
Athis werd voor het eerst vermeld in de 9e eeuw als Attégia. In 1140 werd vanuit de koninklijke Abdij Saint-Victor de priorij Saint-Denis gesticht in Athis. In 1305 tekenden Filips II van Frankrijk en de graaf van Vlaanderen, Robrecht III van Béthune, hier het Verdrag van Athis-sur-Orge. De bevolking leefde voornamelijk van de landbouw (graan op het plateau boven de rivier en wijnbouw op de hellingen). Rijke burgers en edelen uit Parijs vestigden zich in het rustige Athis: Valentin Conrart in het Château d'Oysonville, Louise-Anne de Bourbon-Condé in het Kasteel van Athis.
Na de Franse Revolutie werd Athis-sur-Orge een gemeente. In 1817 volgde een fusie met Mons-sur-Orge en werd de gemeente Athis-Mons gevormd. Athis vormt daar de wijk Centre Ville.